# Herbert Knippenberg
Herbert A. Knippenberg (* 20. November 1914; † 25. September 1970 in Bremen) war ein deutscher Schauspieler, Sänger, Theaterregisseur, Hörspiel- und Synchronsprecher.

## Leben
Herbert Knippenberg wuchs im Ruhrgebiet auf und besuchte nach seiner Schulzeit eine Malerakademie. Aufgrund seiner hieraus entstandenen Kontakte zum Theater erhielt er erste Statistenrollen. Eine Zeitlang lebte Knippenberg in Paris und spielte dort Boulevardtheater. Noch vor dem Zweiten Weltkrieg kehrte er nach Deutschland zurück und nahm ein erstes Engagement in Münster an. Weitere Stationen seiner Bühnenlaufbahn waren Theater in Detmold, Gera, Halle und Stettin sowie das Meininger Theater. Nach Kriegsende gastierte Knippenberg an der Komischen Oper Berlin, in späteren Jahren spielte er auch an Bühnen in Basel und Zürich. Daneben arbeitete er als Regisseur.
Arbeiten vor der Kamera sind seit Mitte der 1950er-Jahre nachgewiesen. Unter anderem sah man Knippenberg in dem Edgar-Wallace-Streifen Die Gruft mit dem Rätselschloss, in Eugen Yorks Kriminalfilm Nebelmörder oder in der Jugendserie Till, der Junge von nebenan, wo er in mehreren Folgen spielte.
Mit Beginn seiner Drehtätigkeiten begann Knippenberg, auch gelegentlich Aufgaben als Hörspielsprecher zu übernehmen. In den 1960er-Jahren wurde er darüber hinaus als Synchronsprecher eingesetzt.

## Filmografie
- 1956: Jeanne oder Die Lerche
- 1957: Nebel
- 1958: Pia de’ Tolomei
- 1959: Wo der heiße Wind weht
- 1963: Das Ende vom Lied
- 1964: Die Gruft mit dem Rätselschloss
- 1964: Nebelmörder
- 1964: Fanny Hill
- 1964: Sechs Stunden Angst
- 1964: Abenteuerliche Geschichten (Fernsehreihe, 2 Folgen)
- 1965: Die Abenteuer des Bob Moran
- 1965: Die Heirat
- 1966: Unser Pauker – Das Jubiläum
- 1966: Großer Ring mit Außenschleife
- 1966: Der Fall Kaspar Hauser
- 1966: Geronimo und die Räuber
- 1966: Die schwarze Hand
- 1967: Der Tag, an dem die Kinder verschwanden
- 1967–1968: Till, der Junge von nebenan (8 Folgen als Jan Großmann)
- 1968: Die Pickwickier
- 1968: Mexikanische Revolution
- 1968: Wo man sich trifft
- 1968: Der Reformator
- 1968: Das höhere Leben
- 1969: Die Neffen des Herrn General
- 1969: Stewardessen – Die Prüfung

## Hörspiele
- 1956: Der Retter – Autor: Charles Sealsfield – Regie: Karl Ebert
- 1961: Tartarin von Tarascon – Autor: Alphonse Dauet – Regie: Raoul Wolfgang Schnell
- 1966: Der Kindsvater – Autor: Peter Göbbels – Regie: Curt Goetz-Pflug
- 1966: Das Ding – Autor: Giles Cooper – Regie: Curt Goetz-Pflug
- 1968: Übergang – Autor: Johannes Hendrich – Regie: Rolf von Goth
- 1969: Quarantäne – Autor: Horst Mönnich – Regie: Friedhelm Ortmann

## Synchronrollen (Auswahl)
- 1961: Stanley Adams in Der Bürotrottel
- 1964: Dusan Perkovic in Der Schut
- 1965: Romo Vincent in Welt der Jean Harlow
- 1966: Kelly Thorson in Der Colt ist das Gesetz
- 1966: R. G. Armstrong in El Dorado
- 1967: Joe De Santis in Mitternacht – Canale Grande
- 1967: Victor Maddern in Bestien lauern vor Caracas
- 1968: Lon Chaney junior in Shadok
- 1968: Ricardo Palacios in Der Tod ritt dienstags